# Masjid Al-Iman
Masjid Al-Iman is een moskee in de wijk Bukit Panjang, in de dwergstaat Singapore. Het moskeegebouw met vier verdiepingen werd op 2 mei 2003 geopend en op 19 september 2004 onder leiding van minister van moslimzaken Yaacob Ibrahim.

## Vervoer
De moskee is bereikbaar vanaf het Bangkit LRT-station en de nabijgelegen bushaltes met busnummers 922, 920 en 976.